# John Ray

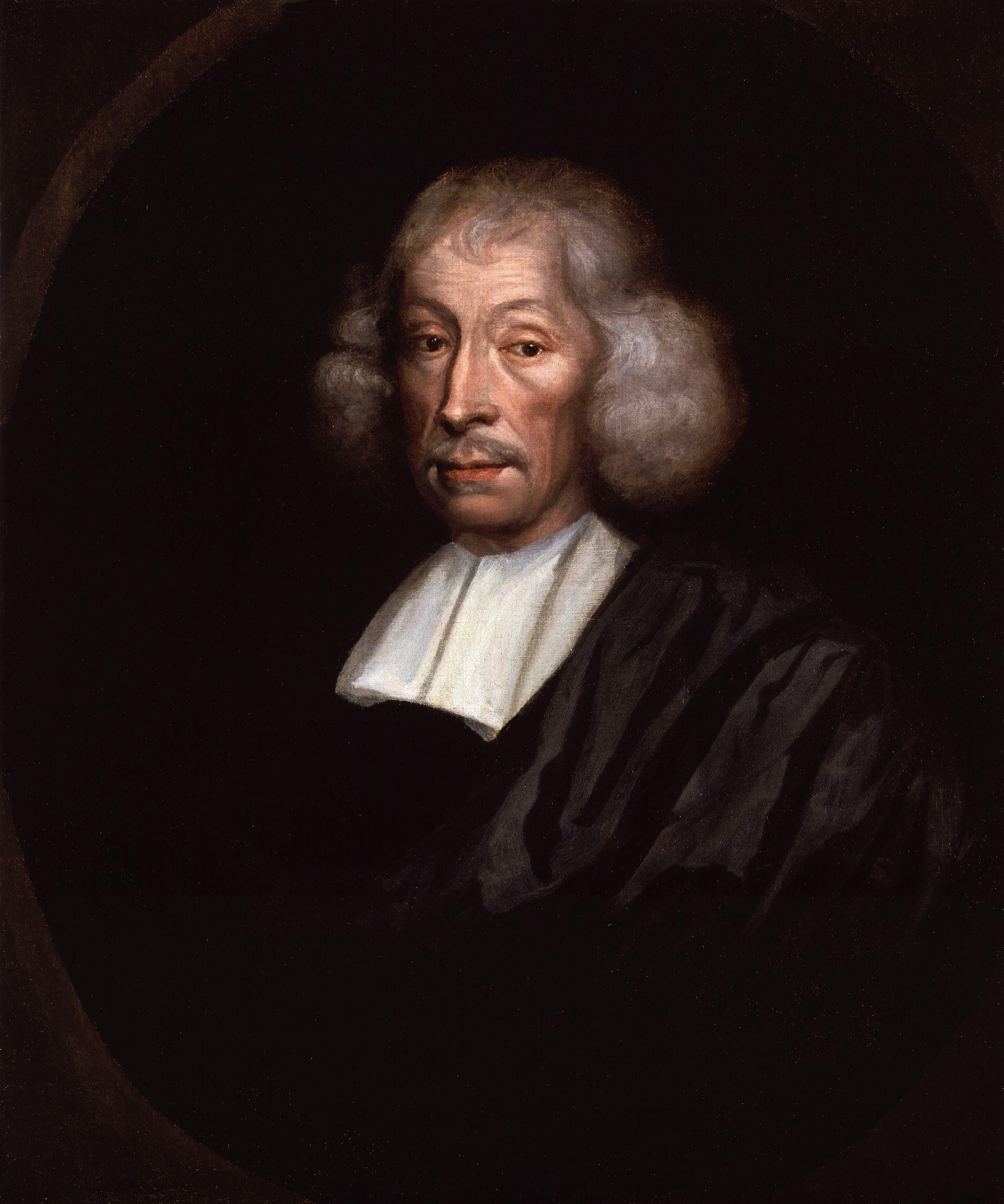
John Ray

John Ray (właśc. Wray) (ur. 29 listopada 1627, zm. 17 stycznia 1705) – przyrodnik i przez jakiś czas duchowny anglikański. Urodzony w rodzinie kowala, ukończył Trinity College na Uniwersytecie Cambridge (przez pewien czas studiował też w St Catharine’s College tegoż uniwersytetu) , następnie został wykładowcą Trinity i przyjął święcenia. Stał się tam jednym z twórców intelektualnego ruchu „filozofów naturalnych”. W 1662 roku, nie zgadzając się z treścią nowej anglikańskiej przysięgi lojalności (ang. Oath of Supremacy) zrezygnował ze stanu duchownego oraz z wykładania na Trinity i bez reszty poświęcił się swej pasji – przyrodoznawstwu.
W 1670 opisał florę Wysp Brytyjskich. Jego zasługą jest podjęcie próby naukowego uporządkowania systematyki roślin. Zawdzięczamy mu m.in. podział na rośliny jednoliścienne i dwuliścienne oraz pierwszą definicję gatunku. Według niego, gatunkiem jest grupa osobników pochodzących od podobnych do siebie rodziców.
Opisał około 17 tysięcy gatunków roślin. Zajmował się też systematyką zwierząt, przyjmując za podstawę system klasyfikacji stosowany przez Arystotelesa, ale unowocześniony i poprawiony.
Jest autorem licznych publikacji m.in. trzytomowego dzieła z zakresu botaniki „Historia Plantarum”. 